# Symphodus melanocercus
Symphodus melanocercus — прибережна риба родини Губаневих (Labridae). Поширена у Середземному та в Мармуровому. Морська субтропічна рифова риба, що сягає 14 см довжиною. Живе на глибинах до 25 м.